# 202 km (rejon nowozybkowski)
202 km (ros. 202 км) – przystanek kolejowy pomiędzy miejscowościami Trostań i Wieliczka, w rejonie nowozybkowskim, w obwodzie briańskim, w Rosji. Położony jest na linii Briańsk - Homel.